# 宗永健作

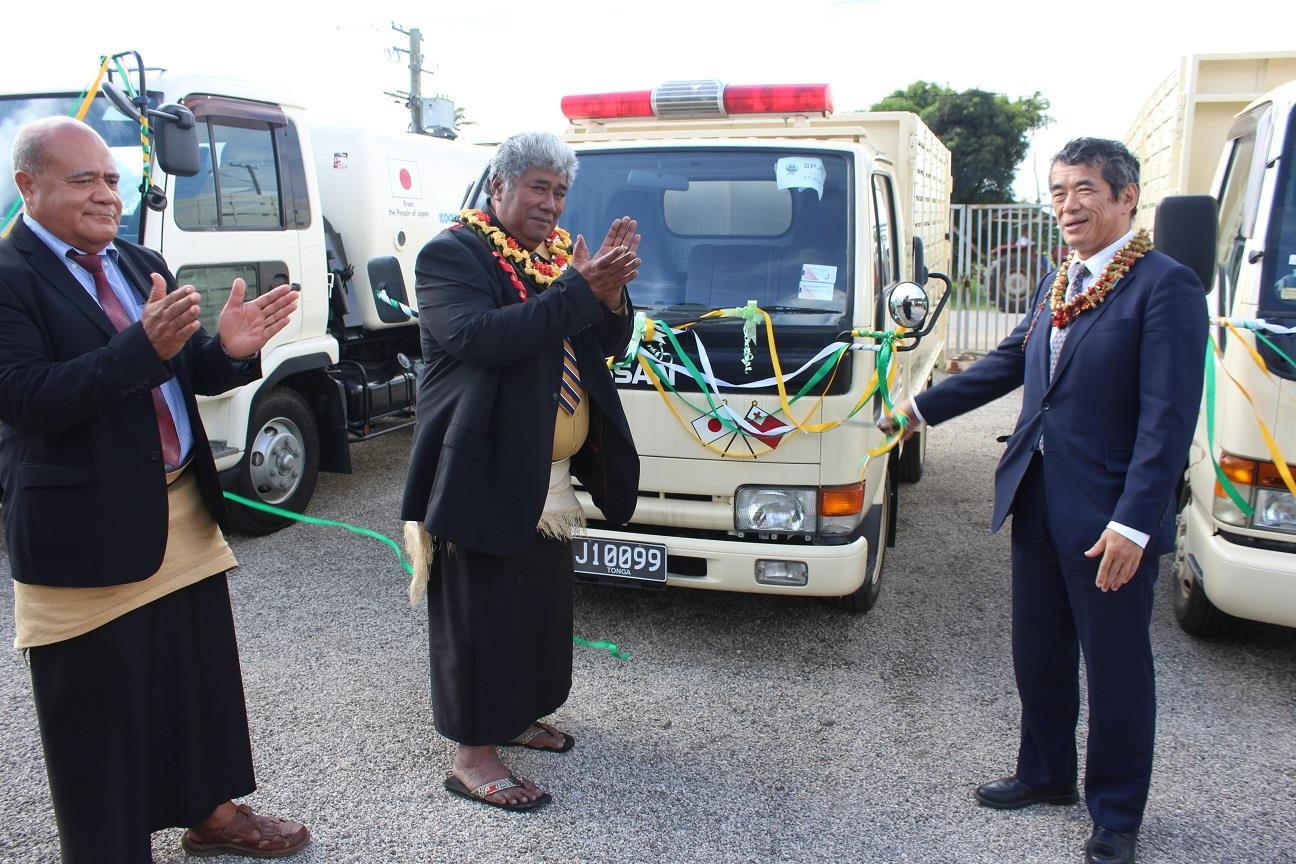
トンガのハアパイ諸島に廃棄物収集車両を引き渡す宗永健作大使（右、2021年9月8日）

宗永 健作（むねなが けんさく、1957年〈昭和32年〉- ）は、日本の元財務官僚。横浜税関長を務め、退官後、駐トンガ特命全権大使。

## 経歴
- 1957年 広島県尾道市生まれ[2][3]。
- 1979年
  - 3月 東京大学法学部第2類（公法コース[4]）卒業[1][3]。
  - 4月 大蔵省入省（関税局企画課）[5][1][2][3]。
- 1981年 銀行局検査部管理課（研修）[6][7]。
- 1982年 大臣官房調査企画課[7]。
- 1983年
  - 7月 国際金融局調査課企画係長[7][8]。
- 1985年
  - 7月 延岡税務署長[7]。
- 1989年 主計局調査課長補佐[7]。
- 1990年 主計局主計官補佐（科学技術、文化係主査）[5]。
- 1999年 主計局調査課長。
- 2000年 主計局主計官（内閣、司法・警察、財務係担当）[1][3]。
- 2003年
  - 7月 大臣官房政策金融課長 兼 内閣府地方分権改革推進会議事務局参事官[1][3]。
- 2005年 派遣職員（アジア開発銀行予算人事経営システム局長）[1][3]
- 2008年 大臣官房政策評価審議官[9]。
- 2009年 内閣官房内閣審議官 兼 内閣官房地域活性化統合事務局長代理
- 2011年
  - 6月26日 横浜税関長[10][1][3]
- 2012年
  - 8月22日 財務省退官[1]
  - 三井物産戦略研究所 特別研究フェロー[3]
- 2015年
  - 日本貨物鉄道株式会社（JR貨物）常勤監査役[1][3]
  - ウズベキスタン金融財政アカデミー第一副院長[1]
- 2018年 駒澤大学経営学部経営学科講師（財政学）[1]
- 2019年 あいおいニッセイ同和損害保険株式会社顧問[1]
- 2020年
  - 9月16日 駐トンガ特命全権大使[11][12]

## 著作物[1]
- 「金融崩壊日本の呪縛」徳間書店 (2004年5月)
- 「ミャンマｰの開発援助再開の動き」戦略研レポｰト*（2012年11月）
- 「AMROによるASEAN+3経済監視」太陽ASG（2013年5月）
- 「成長戦略の柱、国家戦略特区について」太陽ASG（2014年5月）
- 「再考・政策金融改革」週刊金融財政事情（2014年8月）
- 「AIIB：アジアインフラ投資銀行設立を巡る動き」戦略研レポｰト（2015年5月）